# Cool Struttin'
Cool Struttin' — студійний альбом американського джазового піаніста Сонні Кларка, випущений у 1958 році лейблом Blue Note Records.

## Опис
Альбом став одним із найвідоміших і найбільш комерційно успішних в кар'єрі Сонні Кларка. У записі взяли участь молодий альт-саксофоніст Джекі Мак-Лін, трубач Арт Фармер, контрабасист Пол Чемберс і ударник Філлі Джо Джонс (обидва — з гурту Майлза Девіса). Запис відбувся 5 січня 1958 року на студії Van Gelder Studio в Гекенсеку (Нью-Джерсі).
Оригінальний LP включає чотири композиції, заглавна «Cool Struttin'» і «Blue Minor» (обидві написані Кларком), «Sippin' at Bells» Майлза Девіса і «Deep Night» Гендерсона і Валле. Записані на цій сесії «Royal Flush» і «Lover» були випущені на CD-перевиданні.

## Список композицій
1. «Cool Struttin'» (Сонні Кларк) — 9:23
2. «Blue Minor» (Сонні Кларк) — 10:19
3. «Sippin' at Bells» (Майлз Девіс) — 8:18
4. «Deep Night» (Чарльз Гендерсон, Руді Валле) — 9:34

Бонус-треки на CD-перевиданні:
1. «Royal Flush» (Сонні Кларк) — 9:00
2. «Lover» (Лоренц Гарт, Річард Роджерс) — 7:01

## Учасники запису
- Сонні Кларк — фортепіано
- Джекі Мак-Лін — альт-саксофон
- Арт Фармер — труба
- Пол Чемберс — контрабас
- Філлі Джо Джонс — ударні

Технічний персонал
- Альфред Лайон — продюсер
- Руді Ван Гелдер — інженер
- Рід Майлс — дизайн
- Френсіс Вульфф — фотографія
- Нет Гентофф — текст